# Bande dessinée policière

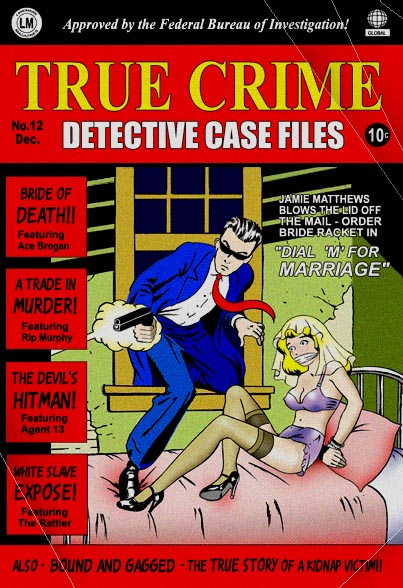

La bande dessinée policière, à l'instar du roman policier, est un genre de bande dessinée dont la trame peut être constituée sur l'attention d'un fait ou plus précisément d'une intrigue, et parfois une recherche méthodique faite de preuves, le plus souvent par une enquête policière ou encore une enquête de détective privé. Elle peut être aussi, s'inspirant alors de la littérature hard-boiled, le récit d'aventures mettant en scène des criminels et des policiers. Les scènes d'actions priment alors sur la recherche des malfaiteurs.

## Crime comics
Les crime comics sont des comics où les crimes et leurs résolutions constituent le fond. Bien que certains auteurs aient pu s'inspirer des romans policiers dans lesquels le détective, ou le policier, cherche à déduire de ses observations le nom du criminel, le mode opératoire et les motifs, la majeure partie des crime comics sont des histoires d'action dans lesquelles le héros combat les criminels plutôt que d'enquêter afin de les identifier. En cela les comics s'inspirent plus des films de gangsters que des whodunit.